# Amblyanthopsis
Amblyanthopsis, maleni biljni rod iz porodice jaglačevki raširen od istočne Himalaje do Assama i na jug do Mjanmara, te na Filipinima. 

## Vrste
Postoje četiri priznate vrste:
1. Amblyanthopsis bhotanica (C.B.Clarke) Mez
2. Amblyanthopsis burmanica Y.H.Tan & H.B.Ding
3. Amblyanthopsis membranacea (Wall. ex A.DC.) Mez
4. Amblyanthopsis philippinensis Mez